# Charles Cavendish
Lord Charles Cavendish FRS (17 de marzo de 1704-28 de abril de 1783) fue un noble británico, político por el partido whig y reputado científico. Hombre inquieto, fue miembro del Parlamento del Reino Unido y de la Royal Society.
Cavendish era el quinto y menor hijo de William Cavendish, segundo duque de Devonshire y su esposa Rachel Russell. El 9 de enero de 1727, Charles Cavendish se casó con lady Ann Grey (muerta el 20 de septiembre de 1733), hija a su vez de Henry Grey, duque de Kent. Con ella tuvo dos hijos: Henry Cavendish (10 de octubre de 1731 - 24 de febrero de 1810), considerado uno de los mayores científicos de su época, y Frederick Cavendish (24 de junio de 1733 - 23 de febrero de 1812).
Cavendish entró en la Cámara de los Comunes por el distrito de Heytesbury en 1725 y permaneció como miembro por diversas circunscripciones hasta 1741, cuando cedió el "escaño familiar" de Derbyshire a su sobrino William Cavendish , Marqués de Hartington.
En 1757 la Royal Society, de la que era vicepresidente, le concedió su Medalla Copley por el invento de un termómetro que registraba el máximo y el mínimo que había alcanzado.